# Károly Knezić
Károly Knezić (maďarsky: Knézich Károly; 6. září 1808, Veliki Grđevac – 6. října 1849, Arad) byl chorvatsko-maďarský generál revoluční armády.
Zúčastnil se bitev u Tápióbicske Tápió, u Komáromu, u Isaszegu a u Nagysalló.
Ke konci války sloužil na ministerstvu obrany a byl vyjmenován guvernérem Transylvánie.
Byl zajat carskou armádou a vězněn v Aradě.
Za svou roli v revoluci 1848 byl popraven oběšením. Na popravu šel jako osmý. Jeho tělo je pohřbeno na Aradském hřbitově.